# Elio Ballesi
Elio Ballesi (Macerata, 22 settembre 1920 – 20 ottobre 1971) è stato un politico italiano.

## Biografia
Esponente della Democrazia Cristiana, è stato sindaco di Macerata per due mandati (dal 1956 al 1957 e dal 1965 al 1967) e per molti anni presidente della locale squadra di calcio, la Maceratese. 
È stato anche deputato alla Camera nella II, come primo dei non eletti in sostituzione del dimissionario Giorgio Tupini, e III legislatura e poi senatore della Repubblica nella V legislatura con la Democrazia Cristiana, muore nell'ottobre 1971 da parlamentare in carica.
Anche su figlio Carlo ricoprirà successivamente il ruolo di sindaco di Macerata e poi di parlamentare.